# Paul Merker

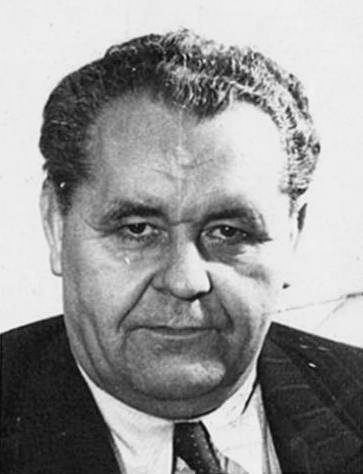
Passbild Merkers in der Einlieferungsanzeige der zentralen Untersuchungshaftanstalt des Ministeriums für Staatssicherheit (MfS) vom 30. November 1952

Paul Merker (* 1. Februar 1894 in Oberlößnitz; † 13. Mai 1969 in Eichwalde) war ein deutscher Politiker und Funktionär der KPD und der SED.

## Leben

### Gewerkschaft, USPD, KPD
Der aus einer protestantischen Familie stammende Merker arbeitete nach dem Besuch der Volksschule als Kellner und Hotelangestellter. Von 1912 bis 1918 war er in einer christlichen, ab 1919 in einer freien Gewerkschaft organisiert. 1914–1918 war Merker bei einer in Mannheim-Sandhofen bzw. in Jambol stationierten Luftschiff-Abteilung Soldat. 1918 trat er der USPD und 1920 der KPD bei. Bis 1922 war er als Gewerkschaftsfunktionär aktiv, 1923–1924 Sekretär des KPD-Bezirkes Westsachsen und 1924–1932 Abgeordneter des Preußischen Landtages. 1927–1930 und 1934–1945 war er Mitglied des Zentralkomitees und des Politbüros des ZK der KPD. Zu seinen Schwerpunkttätigkeiten Ende der 1920er Jahre gehörte wieder die Arbeit in der Gewerkschaftsabteilung der Partei. Ab 1929 bekleidete Merker die Funktion des Reichsleiters der Revolutionären Gewerkschaftsopposition (RGO). Im April 1930 wurde er wegen „linksopportunistischer Abweichungen“ aus dem Politbüro und dem ZK der KPD abberufen, nachdem die von ihm vertretene „ultralinke“ Zuspitzung des Sozialfaschismus-Begriffs von Hermann Remmele in der Internationale kritisiert worden war. Auch seinen Posten als RGO-Reichsleiter musste Merker an Fritz Emrich abgeben. Merker besetzte anschließend zweitrangige Funktionen in der Partei und wurde 1931 der Kommunistischen Internationale zur Verfügung gestellt.

### USA, Sowjetunion, Deutschland
Von 1931 bis 1933 lebte er im Auftrag der Kommunistischen Internationale unter dem Decknamen Max Fischer als Berater der Kommunistischen Partei der USA (CPUSA). Im Sommer 1933 übersiedelte er nach Leningrad. Anfang 1934 kehrte Merker zur illegalen Arbeit nach Deutschland zurück und wurde wieder als Mitglied des Reichskomitees der illegalen RGO tätig. 1934–1935 war er als Nachfolger von Philipp Daub Mitglied der illegalen KPD-Landesleitung. 1935 und 1939 wurde Merker wieder ins ZK und Politbüro der KPD gewählt.

### Emigration und Rückkehr

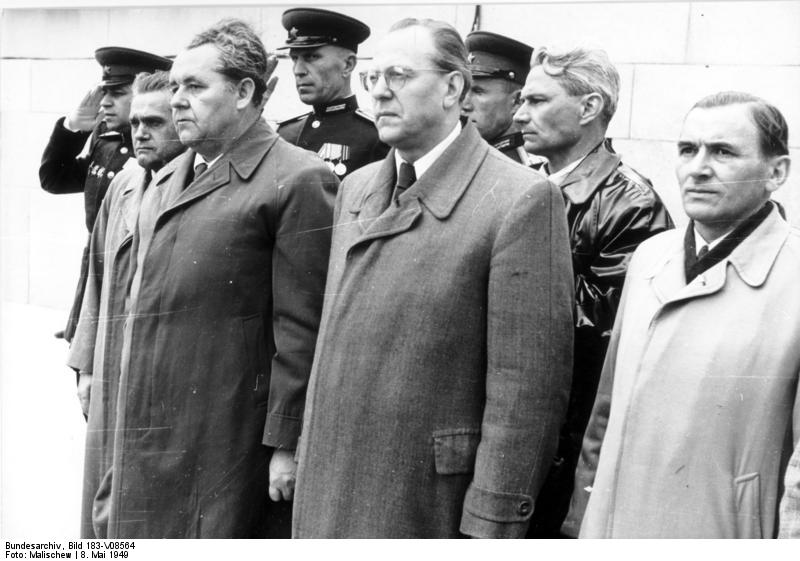
Paul Merker (links vorn) bei der Einweihung des sowjetischen Ehrenmals im Treptower Park. Neben ihm Otto Grotewohl (1949)

Ab Februar 1937 war er Mitglied des Sekretariats des ZK der KPD, das von Paris aus für die Anleitung der Partei in allen Emigrationsländern (mit Ausnahme der Sowjetunion) zuständig war. Da nach der großen Verhaftungswelle von 1935 zunächst kein neues Führungszentrum in Deutschland gebildet worden war, fungierte das Sekretariat de facto auch als Inlandsleitung. Nach dem Weggang Walter Ulbrichts leitete Merker das Sekretariat kurzzeitig allein, ab Juli 1938 zusammen mit Franz Dahlem. Unmittelbar nach Kriegsbeginn forderte das Sekretariat die illegal lebenden kommunistischen Emigranten in der Absicht, sie zu legalisieren, zur Registrierung bei den französischen Behörden auf. Diese Entscheidung, die ab 1950 einen Hauptgegenstand der Partei- und Strafverfahren gegen Merker bildete, hatte für viele Emigranten zunächst die Internierung, nach der deutschen Besetzung Frankreichs nicht selten auch KZ-Haft und Tod zur Folge. Merker war bis Februar 1941 in Le Vernet, danach in Les Milles interniert. In Les Milles hatte er die Möglichkeit, das Lager tagsüber zu verlassen. Am Abend des 1. Juli 1941 wurde er auf dem Rückweg ins Lager von Fritz Fränken abgefangen, der ihn darüber informierte, dass die Auslieferung an die Gestapo drohe. Daraufhin ging Merker zusammen mit Walter Janka, Otto Wahls und Georg Stibi in den Untergrund. 1942 gelang ihm mit Hilfe von Noel H. Field die Flucht von Marseille nach Mexiko. Hier betätigte er sich als Sekretär des Lateinamerikanischen Komitees der Bewegung „Freies Deutschland“ und verfasste regelmäßig Artikel für die Zeitschrift Freies Deutschland.
Unter anderem sprach er sich für ein umfassendes Entschädigungskonzept für jüdische Überlebende aus:

„Wenn alle deutschen Fluesse Tinte und alle deutschen Waelder Federstiele waeren, so wuerden sie nicht ausreichen, um die unzaehligen Verbrechen zu beschreiben, die der Hitlerfaschismus gegen die juedische Bevoelkerung begangen hat. […].
Nur diejenigen Antifaschisten koennen sich freisprechen von der Verantwortung fuer die ungeheuerlichen Folgen des Antisemitismus, die seit Hitlers Machtuebernahme unablaessig ihre Freiheit und ihr Leben aufs Spiel setzten im Kampfe gegen die maechtig aufsteigende Finsternis und gegen die Reaktion, die im Hitlerfaschismus ihren Blutgipfel erreichte. […]
Sie sind es, die, erfuellt von den Idealen ihres Kampfes fuer den Fortschritt des Menschengeschlechts freiwillig die Verantwortung uebernehmen, dass die an ihren juedischen Mitbuergern veruebten Verbrechen – soweit das ueberhaupt moeglich ist – wieder gutgemacht werden.“

1946 kehrte Merker nach Deutschland zurück, wo er Mitglied des Parteivorstandes, des Zentralsekretariats und des Politbüros der SED, Abgeordneter des Brandenburger Landtages, seit 1948 Mitglied des Volksrates und der Provisorischen Volkskammer und 1949–1950 Staatssekretär im DDR-Landwirtschaftsministerium war. Von 1946 bis 1949 leitete er zusammen mit Helmut Lehmann die Deutsche Verwaltung für Arbeit und Sozialfürsorge (seit 1948 Hauptverwaltung für Arbeit und Sozialfürsorge).

### Parteiausschluss und Verurteilung als „französischer Agent“
Der Form nach gehörte Merker in den Anfangsjahren der SED zum engsten Führungskreis der Partei. Im April 1946 zählte er zu den sieben KPD-Vertretern, die in das vierzehnköpfige Zentralsekretariat der SED gewählt wurden, 1949 zog er nach der organisatorischen Umbildung der Parteispitze in das Politbüro ein. In Gesprächen, die er in seinen letzten Lebensjahren mit dem Historiker Wolfgang Kießling führte, betonte Merker allerdings, dass er von Anfang an nicht an Grundsatzentscheidungen beteiligt worden sei; seit 1948 habe er gespürt, dass er in der Parteiführung keine Zukunft habe. Eine wesentliche Ursache für das Misstrauen, das Merker von sowjetischen Stellen und der Gruppe um Ulbricht entgegengebracht wurde, war nach heutigem Kenntnisstand eine zuerst 1940 gegenüber Komintern- und KPD-Vertretern in Moskau gemachte und später mehrfach bekräftigte Aussage Anton Ackermanns, der angegeben hatte, dass es 1939 bei einer Beratung des Pariser KPD-Sekretariats unmittelbar nach Bekanntwerden des deutsch-sowjetischen Nichtangriffsvertrages zu einem „wüsten, unvorstellbar krassen antisowjetischen Ausfall“ Merkers gekommen sei, bei dem dieser „einige Minuten lang (…) sein wirkliches Gesicht gezeigt“ habe. Nach Norman Naimark galt Merker bei der SMAD außerdem als Fürsprecher einer radikaleren Linie der SED und Sympathisant „sektiererischer“ ehemaliger KPD-Mitglieder, die die Zwangsvereinigung von SPD und KPD zur SED nur widerwillig mitgemacht hatten und zumindest auf lokaler und regionaler Ebene zunächst noch über einigen Einfluss verfügten.
Im Sommer 1950 wurde vor dem Hintergrund der Noel-Field-Affäre bzw. des Budapester Rajk-Prozesses ein Parteiverfahren gegen Merker eröffnet. Er wurde von der Zentralen Parteikontrollkommission (ZPKK) vernommen und am 22. August zusammen mit Willi Kreikemeyer, Leo Bauer, Bruno Goldhammer, Lex Ende und Maria Weiterer aus der SED ausgeschlossen. Obwohl die ZPKK Merker als den am stärksten belasteten Betroffenen ansah, wurde er – anders als Kreikemeyer, Bauer und Goldhammer – nach dem Parteiausschluss nicht verhaftet, da Wilhelm Pieck zu seinen Gunsten interveniert hatte. Merker erhielt Luckenwalde als Aufenthaltsort zugewiesen, wo er bis 1952 eine Gaststätte der HO leitete.
Nachdem im Zuge des Prager Slánský-Prozesses erneut ein vermeintliches „Verschwörerzentrum“ aufgedeckt und dabei auch Merkers Name genannt worden war, wurde er am 30. November 1952 verhaftet und in die zentrale Untersuchungshaftanstalt des MfS verbracht. Eine am 20. Dezember 1952 veröffentlichte Erklärung des ZK der SED beschuldigte Merker, Teil der in Prag enthüllten „Verschwörung“ und deren Leiter in der DDR gewesen zu sein. In diesem Zusammenhang wurde auch erstmals auf Merkers „zionistische“ Positionen verwiesen. Merker hatte in den 1940er Jahren in Mexiko und danach in Artikeln im Neuen Deutschland eine Entschädigung für die von den Nationalsozialisten enteigneten jüdischen Vermögen gefordert; er unterstützte als einziges Mitglied des Politbüros und des Zentralkomitees die Gründung eines jüdischen Nationalstaates und sprach sich für die Rückerstattung „arisierten“ Eigentums sowie Entschädigungszahlungen aus, was jedoch von der SED umwertend als „Ausplünderung des schaffenden deutschen Volkes“  verteufelt wurde.
Nach über zweijähriger Untersuchungshaft fand am 29./30. März 1955 vor dem 1. Strafsenat des Obersten Gerichts der DDR ein nichtöffentlicher Prozess gegen Merker statt, der mit seiner Verurteilung zu einer achtjährigen Zuchthausstrafe wegen Kriegs- und Boykotthetze endete. Man beschuldigte ihn, jahrelang als „zionistischer Agent“ an der „Ausplünderung Deutschlands“ und der „Verschiebung von deutschem Volksvermögen“ zugunsten amerikanischer und „jüdischer Monopolkapitalisten“ gearbeitet zu haben. Das Gericht sah es als erwiesen an, dass Merker spätestens seit 1941/42 Zuträger oder Agent des französischen Geheimdienstes und sein späteres Handeln „gegen den Bestand der Deutschen Demokratischen Republik gerichtet“ gewesen sei. Die Geheimdienst-Kontakte habe Merker nach Kriegsende über die im Slánský-Prozess zum Tod verurteilten „Agenten“ Otto Katz, Otto Fischl und Bedřich Geminder aufrechterhalten. In der Urteilsbegründung wurden – neben anderen Sachverhalten, so seiner angeblichen politischen und persönlichen Nähe zu Earl Browder – auch Merkers Position in der Entschädigungsfrage, seine Haltung gegenüber Israel und seine Verbindungen zu „zionistischen Kreisen“ in der mexikanischen Emigration als belastend gewertet.

### Rehabilitierung
Im Januar 1956 wurde Merker aus der Haft entlassen. Nach zweimonatiger Bettlägerigkeit rechtfertigte er in Briefen an den Präsidenten Wilhelm Pieck und die Zentrale Parteikontrollkommission seine Zurückweisung der gegen ihn erhobenen Beschuldigungen und forderte seine öffentliche Rehabilitierung. Der Erste Sekretär des ZK der SED Walter Ulbricht antwortete ihm, dass die „Freilassung von der Partei und von den staatlichen Organen als Rehabilitierung betrachtet“ werde. Im Juli 1956 sprach ihn dasselbe Gericht, das ihn verurteilt hatte, in einer geheimen Verhandlung frei.
Am 21. November 1956 nahm Merker – nach Kießling „unbewusst und ungewollt“ – in Kleinmachnow an einem Treffen der Gruppe um Walter Janka und Wolfgang Harich teil, deren Protagonisten wenig später festgenommen wurden. Gegenüber Vernehmern des MfS bestätigte Merker am 9. Januar 1957, dass Harich in Kleinmachnow die Absetzung Walter Ulbrichts gefordert hatte; im Juli 1957 trat er als Zeuge in dem Schauprozess gegen Janka auf. Weil er in der Verhandlung entgegen einer Absprache mit der Anklagebehörde zunächst Janka nicht belastete, drohte ihm Generalstaatsanwalt Ernst Melsheimer erfolgreich mit den Worten:

„Wissen Sie überhaupt, dass Sie eigentlich auf die Anklagebank gehören? Dass Sie nur ein Haar von dem Verräter Janka trennt. Sie gehören auf den Platz neben ihm. Und wenn Sie hier nicht die Wahrheit sagen, dann müssen Sie damit rechnen, den Platz neben ihm doch noch einzunehmen.“

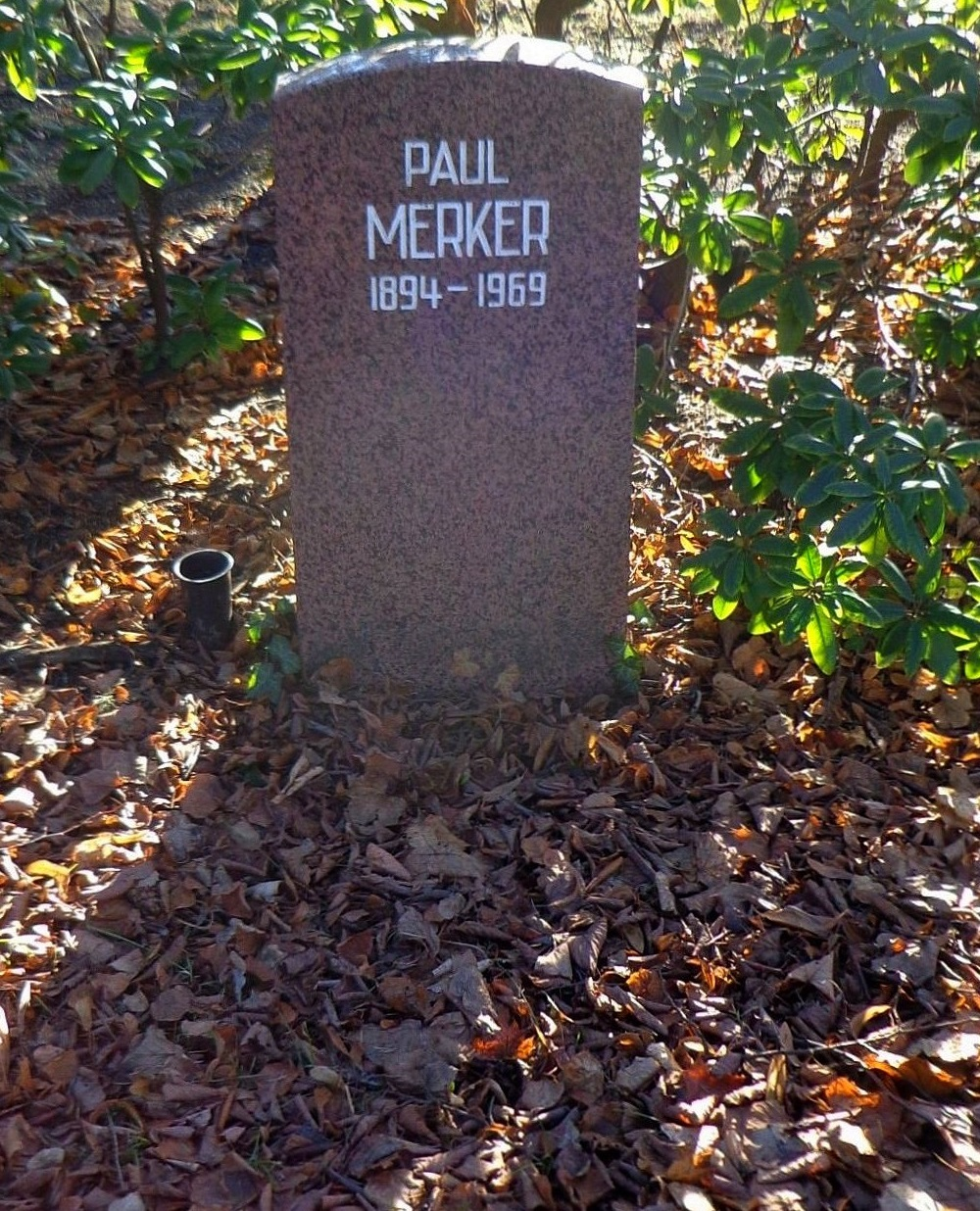
Grabstätte

Merker begann anschließend mit erstickter Stimme, Janka zu belasten, und wurde später, von einem Justizangestellten gestützt, aus dem Gerichtssaal entfernt.
1957 wurde Merker, dessen Wiederaufnahme in die SED das Politbüro am 29. Dezember 1956 beschlossen hatte, ein Haus im brandenburgischen Eichwalde zur Verfügung gestellt. Im gleichen Jahr begann er, als Lektor für fremdsprachige Literatur im Verlag Volk und Welt zu arbeiten. Anlässlich seines 70. Geburtstages erhielt er 1964 den Orden Banner der Arbeit. 1966 saß er als „verdienter Parteiveteran“ im Präsidium der Festveranstaltung zum zwanzigsten Jahrestag der Gründung der SED. 
Als Merker 1969 starb, wurde seine Urne in der Ehrengräber-Anlage  Pergolenweg des Zentralfriedhofs Friedrichsfelde beigesetzt, zudem zeichnete ihn die DDR-Regierung postum mit dem Vaterländischen Verdienstorden in Gold aus.
Am 8. Januar 1974 ehrte ihn die Deutsche Post der DDR mit einer 10-Pfennig-Briefmarke der Serie „Persönlichkeiten der deutschen Arbeiterbewegung“.

### Privates
Merker war seit 1952 mit seiner zweiten Frau Margarete Merker, geb. Menzel verheiratet. Er hatte sie als Mitarbeiterin im Apparat des ZK der KPD kennengelernt. Das Paar war 1942 gemeinsam nach Mexiko ausgereist und 1946 nach Deutschland zurückgekehrt.

## Schriften
- Deutschland. Sein oder nicht Sein? 1. Band: Von Weimar zu Hitler, El libro libre, México 1944
- Deutschland. Sein oder nicht Sein? 2. Band: Das 3. Reich und sein Ende, El Libro Libre, México 1945